# Horizocerus
Horizocerus är ett fågelsläkte i familjen näshornsfåglar inom ordningen härfåglar och näshornsfåglar. Släktet omfattar fyra arter som förekommer i Västafrika och Centralafrika:
- Vithuvad näshornsfågel (H. albocristatus)
- Vitkronad näshornsfågel (H. cassini)
- Svart dvärgnäshornsfågel (H. hartlaubi)
- Vitfläckig dvärgnäshornsfågel (H. granti)

Arterna placerades tidigare i Tockus, albocristatus och cassini ibland i Tropicranus.